# 蓮沼勇一
蓮沼 勇一（はすぬま ゆういち、1952年 - ）は、日本の合唱指導者。国立音楽大学卒業。杉並混声合唱団指揮者。暁星小学校聖歌隊の指導を約40年間にわたって務めた。

## 略歴
1952年（昭和27年）、福島県会津若松市に生まれる。福島県立会津高等学校を経て、1975年（昭和50年）に国立音楽大学を卒業。声楽を鈴木惇弘、平良栄一、指揮法を小松一彦、河地良智に師事。1991年（平成3年）より指揮及び合唱指導を小林光雄（国立音楽大学教授）に師事。
2017年（平成29年）3月末で、暁星小学校を退職。

## 受賞歴
- 第8回音楽教育振興賞（助成部門）[1]
- NHK全国学校音楽コンクール小学校の部（1996年度（平成8年）から5年連続で全国大会に出場）[5]
  - 1996年度（平成8年）第63回大会：金賞
  - 1997年度（平成9年）第64回大会：銀賞
  - 1998年度（平成10年）第65回大会：金賞
  - 1999年度（平成11年）第66回大会：金賞
  - 2000年度（平成12年）第67回大会：金賞
- TBSこども音楽コンクール
  - 1994年度（平成6年）：審査員特別賞
  - 1997年度（平成9年）：審査員特別賞
  - 2005年度（平成17年）：文部科学大臣奨励賞
  - 2014年度（平成26年）：審査員特別賞

## 著書
- 『白ひげ先生の心に響く歌唱指導の言葉がけ』（音楽之友社）

合唱曲集
- 『子どもたちと女声のための合唱曲集　時をください』（音楽之友社）
- 『子どもたちと女声のための合唱曲集　一本の樹』（音楽之友社）

DVD
- 『白ヒゲ先生の合唱指導　全8巻』（安井電子出版）